# Дізак

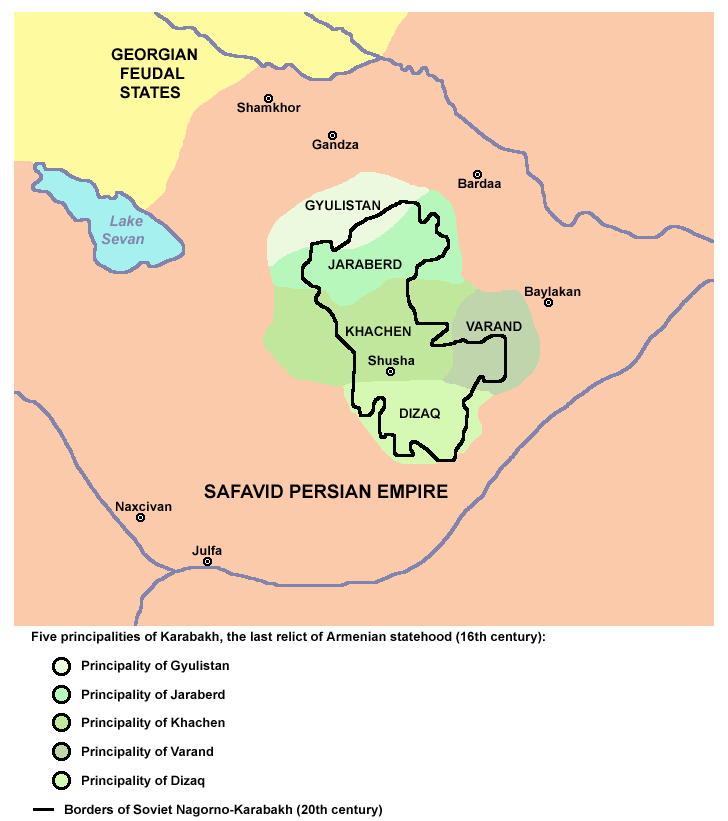

Дізак (вірм. Դիզակ), також відомий як Ктіш як свій головний оплот, був середньовічним вірменським князівством в історичному Арцасі, а потім одним з п'яти мелікств Карабаху, в яку увійшли південна третина Хачену (в даний час Нагірний Карабах), і з 13 століття також кантон Бахк Сюніку . Засновником цього князівства був Єсаї абу Мусе, в 9 столітті. У 16-18 століттях Дізаком правили вірменські династії Мелік-Аванянів, гілка Сюнік-Хачену . Резиденцією князів Дізаку був місто Тох з сусідньою стародавньою фортецею Ктіш. Один з останніх князів Дізаку, Єсаї Мелік-Аванян, був убитий Ібрагім Халіл-ханом в 1781 році, після тривалого опору в фортеці Ктіш.
Сьогодні назва «Дізак» часто використовується для позначення Гадрутського району Нагірного-Карабаської Республіки.